# Wandemberg Nascimento
Wandemberg Nejaim do Nascimento, mais conhecido como Berg (Recife, 28 de setembro de 1983) é um basquetebolista paraolímpico brasileiro.
Participou dos Jogos Paralímpicos de Verão de 2004 em Atenas; dos Jogos Parapan-Americanos de 2007 realizados no Rio de Janeiro, e onde foi medalha de bronze; e dos Jogos Parapan-Americanos de 2011 em Guadalajara.